# Добрева Любов Михайлівна
Любов Михайлівна Добрева (нар. 1918, село Ташбунар, тепер село Кам'янка Ізмаїльського району Одеської області  — ?) — українська радянська діячка, новатор сільськогосподарського виробництва, доярка колгоспу «Прогрес» Ізмаїльського району Одеської області. Депутат Верховної Ради УРСР 6-го скликання.

## Біографія
Народилася в бідній селянській родині. Закінчила початкову школу. З 1931 року працювала у власному господарстві та наймитувала у заможних селян.
У вересні 1944—1957 роках — колгоспниця, ланкова колгоспу «Прогрес» села Кам'янки Ізмаїльського району Ізмаїльської (Одеської) області.
З 1957 року — доярка колгоспу «Прогрес» села Кам'янки Ізмаїльського району Одеської області. У 1961 році від 11 корів Любов Добрева одержала 12 телят і надоїла по 4346 кг. молока при середній жирності 4,12%.

## Нагороди
- орден Леніна (1966)
- ордени
- медалі